# Верижно правило
Верижното правило е формула в математическия анализ, описваща диференцирането на сложна функция чрез производните на съставящите я функции.
Ако {\displaystyle h=f\circ g} е сложна функция, за която {\displaystyle h(x)=f(g(x))} за всяко x, тогава верижното правило може да се опише в лагранжова нотация като
{\displaystyle h'(x)=f'(g(x))g'(x)}.
Правилото може да се представи и в лайбницова нотация – ако дадена променлива z зависи от променливата y, която от своя страна зависи от променливата x, верижното правило може да се запише като
{\displaystyle {\frac {dz}{dx}}={\frac {dz}{dy}}\cdot {\frac {dy}{dx}}}.